# San Bernardo (Nueve de Julio)

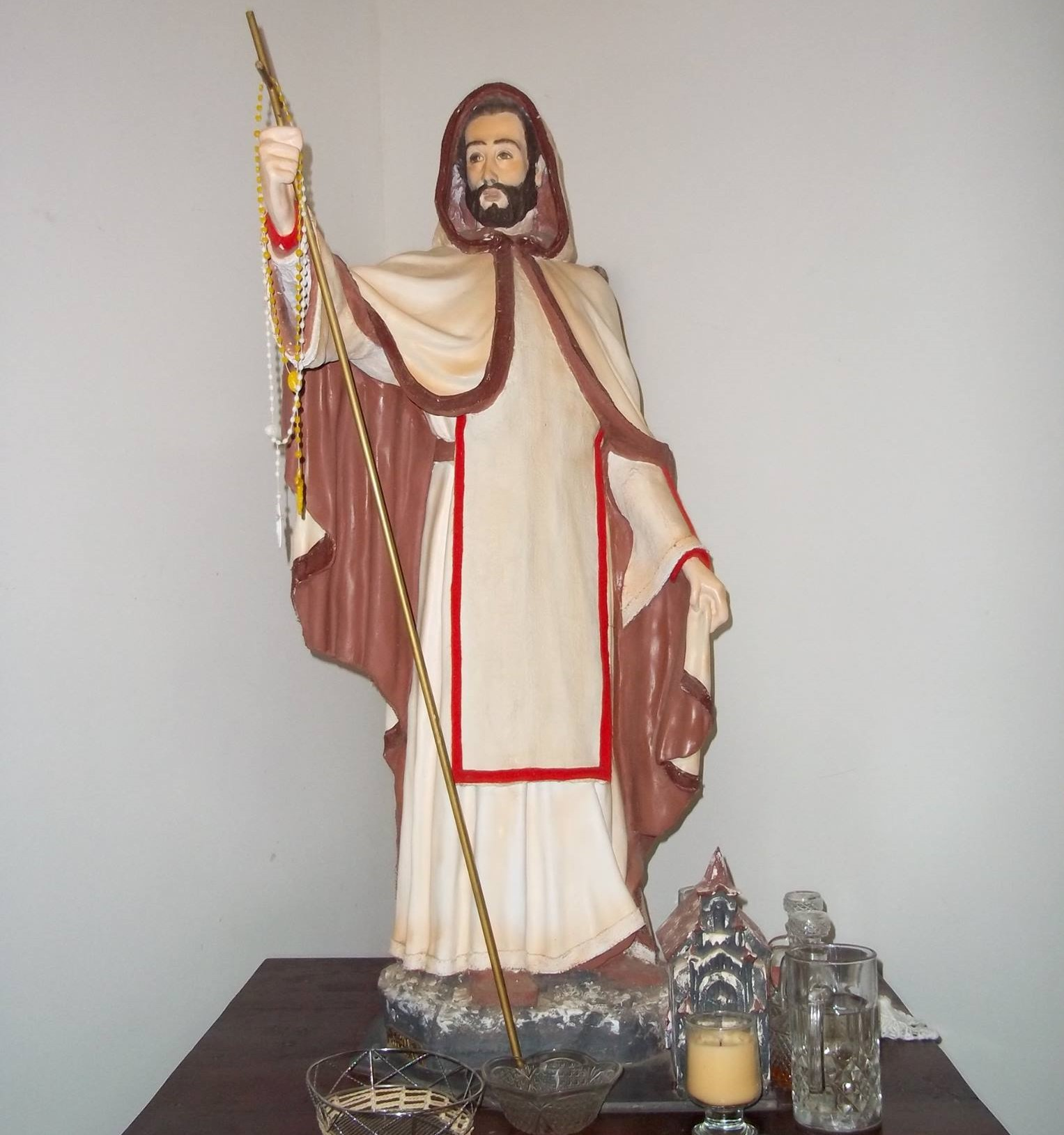
Estatua de San Bernardo del Methon de la parroquia local.

San Bernardo es una localidad del departamento Nueve de Julio, provincia de Santa Fe, Argentina. Se ubica en la región de los Bajos submeridionales, al Noroeste de la provincia de Santa Fe. 

Su ejido urbano se encuentra a la vera de la ruta nacional N°95 y la ruta provincial N°32, a 70 kilómetros de la ciudad cabecera departamental Tostado y a 400 kilómetros de la ciudad capital provincial Santa Fe (Argentina). 

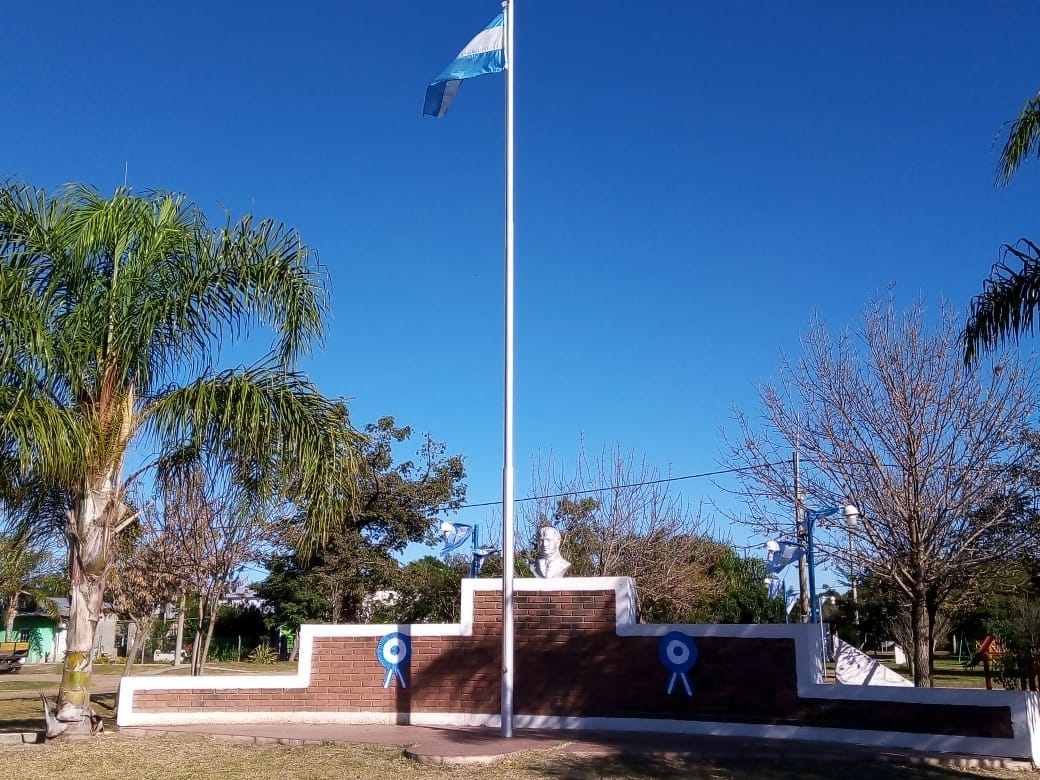
Anfiteatro de la plaza del Bicentenario

## Población
Cuenta con 744 habitantes (Indec, 2022), lo que representa un descenso frente a los 819 habitantes (Indec, 2001) del censo anterior.
| Gráfica de evolución demográfica de San Bernardo entre 2001 y 2022 |
|                                                                    |
| Fuente: Censos nacionales del INDEC                                |

## Historia
En el año 1975, nace la necesidad de dividir distritalmente el extenso territorio de la "Comisión de Fomento de San Bernardo" (creada el 28 de junio de 1940, Ley provincial N.º 2907), que abarcaba jurisdiccionalmente lo que en la actualidad son los territorios de San Bernardo y Villa Minetti . La Ruta Nacional N°95 fue tenida en cuenta como límite divisorio para aquello.   
Lleva el nombre de “San Bernardo”, heredado del antiguo distrito al que perteneció su territorio, y al campo donde se desarrolló su localidad, al este de la ruta nacional N°95 y al norte de la ruta provincial N.º 32, donde se encontraban la escuela Gral. José de San Martin N.º 603 y la Subcomisaria Sexta.
Desde esos tiempos, se celebra cada 28 de mayo las fiestas patronales, en honor a Bernardo de Menthon, quien se consideró su santo patrono.
El 28 de julio de 1975 se crea la comuna de San Bernardo (Ley provincial N.º 7435).

## nstituciones
- Escuela de nivel inicial y primario Gral. José de San Martin N.° 603
- Escuela de educación secundaria Orientada N°522
- Biblioteca popular Comunal Pedro Vázquez
- SAMCO
- Subcomisaria Sexta
- Parroquia de San Bernardo del Methon
- Iglesia Evangélica
- Centro tradicionalista Jinetes de San Bernardo
- Reserva Natural "Isleta Linda"
- Club San Bernardo